# Asian Glow
 (novembre 2023).
La mise en forme du texte ne suit pas les recommandations de Wikipédia : il faut le « wikifier ».
Les points d'amélioration suivants sont les cas les plus fréquents. Le détail des points à revoir est peut-être précisé sur la page de discussion.
- Les titres sont pré-formatés par le logiciel. Ils ne sont ni en capitales, ni en gras.
- Le texte ne doit pas être écrit en capitales (les noms de famille non plus), ni en gras, ni en italique, ni en « petit »…
- Le gras n'est utilisé que pour surligner le titre de l'article dans l'introduction, une seule fois.
- L'italique est rarement utilisé : mots en langue étrangère, titres d'œuvres, noms de bateaux, etc.
- Les citations ne sont pas en italique mais en corps de texte normal. Elles sont entourées par des guillemets français : « et ».
- Les listes à puces sont à éviter, des paragraphes rédigés étant largement préférés. Les tableaux sont à réserver à la présentation de données structurées (résultats, etc.).
- Les appels de note de bas de page (petits chiffres en exposant, introduits par l'outil «  Source ») sont à placer entre la fin de phrase et le point final[comme ça].
- Les liens internes (vers d'autres articles de Wikipédia) sont à choisir avec parcimonie. Créez des liens vers des articles approfondissant le sujet. Les termes génériques sans rapport avec le sujet sont à éviter, ainsi que les répétitions de liens vers un même terme.
- Les liens externes sont à placer uniquement dans une section « Liens externes », à la fin de l'article. Ces liens sont à choisir avec parcimonie suivant les règles définies. Si un lien sert de source à l'article, son insertion dans le texte est à faire par les notes de bas de page.
- La présentation des références doit suivre les conventions bibliographiques. Il est recommandé d'utiliser les modèles {{Ouvrage}}, {{Chapitre}}, {{Article}}, {{Lien web}} et/ou {{Bibliographie}}. Le mode d'édition visuel peut mettre en forme automatiquement les références.
- Insérer une infobox (cadre d'informations à droite) n'est pas obligatoire pour parachever la mise en page.

Pour une aide détaillée, merci de consulter Aide:Wikification.
Si vous pensez que ces points ont été résolus, vous pouvez retirer ce bandeau et améliorer la mise en forme d'un autre article.
Shin Gyeongwon (coréen : 신경원), né le 14 juin 2001, plus connu sous son nom de scène Asian Glow (coréen : 아시안 글로우), est un musicien sud-coréen de rock. Il a publié trois albums : Nosferadoof (2020), Cull Ficle (2021) et Stalled Flutes, Means (2022).

## Biographie
Avant son projet solo, Shin était membre du groupe shoegaze FØG, et a également fait de la musique sous divers monikers et projets. En 2020, il sort son premier album Nosferadoof sous le nom de scène Asian Glow, et attire ensuite l'attention sur la tendance de la nouvelle musique emo formée par un fandom maniaque sur YouTube et Reddit.
En 2021, il sort son deuxième album, Cull Ficle,. Plus tard dans l'année, il sort un split album, Downfall Of The Neon Youth avec ses proches musiciens Parannoul et sonhos tomam conta.
En 2022, il collabore avec la musicienne suédoise Weatherday et sort l'EP Weatherglow. En juin, il sort son troisième album Stalled Flutes, Means. En août, il se produit aux côtés de Parannoul, Brokenteeth, Wapddi, Della Zyr et Fin Fior à Digital Dawn, un concert qui célèbre la scène indie coréenne en ligne en plein essor. Le 22 septembre, il sort Paraglow avec Parannoul, et reçoit les éloges de Pitchfork, le contributeur Ian Cohen commentant que l'album "ressemble à une véritable collaboration".
Le 1er janvier 2023, il sort le single Dorothee Thines.

## Discographie

### Albums studio
- 2020 : Nosferadoof
- 2021 : Cull Ficle
- 2022 : Stalled Flutes, Means

### EPs
- 2021 : pt.2345678andstil
- 2021 : lines between the doorframe
- 2022 : Coverglow pt. 1

### Albums et EPs en collaboration
- 2021 : Downfall of the Neon Youth (avec Parannoul et sonhos tomam conta)
- 2022 : Weatherglow (avec Weatherday)
- 2022 : Paraglow (avec Parannoul)
- 2023 : Dreamglow (avec sonhos tomam conta)